# 5554 Keesey
5554 Keesey (1985 TW1) là một tiểu hành tinh vành đai chính được phát hiện ngày 15 tháng 10 năm 1985 bởi E. Bowell ở trạm Anderson Mesa thuộc Đài thiên văn Lowell.